# Fläckig springhöna
Fläckig springhöna (Turnix ocellatus) är en fågel i familjen springhöns inom ordningen vadarfåglar.

## Utseende och läte
Fläckig springhöna är en rätt stor springhöna med en kroppslängd på 17–18 cm. Ovansidan är brun med ett kraftigt schackrutigt mönster och svarta fläckar på vingen. Bröstet är rostfärgat och huvudet fläckat. Hos honan är bröstet svart, hos hanen vitt. Den liknar springhöna och luzonspringhöna, men är större med gula ben och gul näbb. Lätet är ett mjukt och lågt hoande typiskt för springhönsen.

## Utbredning och systematik
Fläckig springhöna delas in i två underarter med följande utbredning:
- Turnix ocellatus benguetensis – förekommer i bergen i norra Luzon (norra Filippinerna)
- Turnix ocellatus ocellatus – förekommer i södra och centrala Luzon (norra Filippinerna)

## Status och hot
Trots artens begränsade utbredningsområde anser inte Internationella naturvårdsunionen IUCN att den är hotad och placerar den därför i kategorin livskraftig. Dess populationstrend är okänd, liksom populationsstorleken, men den beskrivs som vanlig.